# Jonas Salk
Pour les articles homonymes, voir Salk.
Jonas Edward Salk, né le 28 octobre 1914 à New York et mort le 23 juin 1995 à La Jolla, est un biologiste américain et inventeur du premier vaccin contre la poliomyélite.

## Biographie

### Carrière
Jonas Salk est né à New York de parents immigrants juifs venus de Russie. Il fait ses études de médecine à l'université du Michigan, sous la tutelle du Dr Thomas Francis, virologue distingué. Il est soutenu financièrement par l'armée américaine, qui l'avait engagé pour développer un vaccin contre la grippe pour les combattants de la Seconde Guerre mondiale.
Après ces premiers succès, Salk établit son laboratoire personnel à l'université de Pittsburgh en Pennsylvanie, où il devient professeur. Peu de temps après, l'Infantile Paralysis Foundation lui offre une bourse très généreuse pour sa recherche, et il découvre un vaccin contre la polio en 1953. Après l'avoir testé sur lui-même, sa famille et quelques volontaires, il annonce au monde sa découverte le 26 mars 1953. Après avoir été testé sur plus d'un million d'enfants, le vaccin est déclaré efficace le 12 avril 1955 par l'Université du Michigan . Il choisit de ne pas le faire breveter pour le laisser plus abordable aux millions de personnes en ayant besoin. Selon les estimations, il aurait ainsi renoncé à un bénéfice d'environ 7 milliards de dollars.
Plusieurs laboratoires américains se lancent précipitamment dans la fabrication du vaccin, mais les laboratoires Cutter fournissent un vaccin insuffisamment inactivé, qui contaminera plusieurs centaines d'enfants, vaccinés ou contacts ; le Cutter incident mettra un frein momentané à la campagne.
En 1960, Jonas Salk fonde le Salk Institute for Biological Studies à La Jolla en Californie, qui demeure l'un des plus grands centres de recherche médicale au monde. Vers la fin de sa carrière, il se consacre à la recherche d'un vaccin contre le SIDA, mais il meurt en 1995. Il est enterré au El Camino Memorial Park de San Diego.

### Vie privée
Entre 1939 et 1968, il est marié à Donna Lindsay.
En 1969, Jonas Salk rencontre à La Jolla, par l'intermédiaire d'amis communs, Françoise Gilot, une artiste peintre ayant vécu une dizaine d'années avec Pablo Picasso (dont elle avait eu deux enfants : Claude et Paloma Picasso). Ils se marient en 1970 à Paris et vivent ensemble jusqu'au décès de Salk.

## Le vaccinSalk
Le vaccin dit Salk fut l'un des premiers vaccins efficaces pour l'immunisation contre un virus en général. Il fut essentiel à la campagne mondiale pour éradiquer la polio jadis l'une des maladies infectieuses les plus meurtrières, surtout chez les enfants. Le vaccin fonctionne sur le principe du virus inactivé par le formaldéhyde. C'est-à-dire que l'injection du virus tué de la poliomyélite permet au corps humain de développer une immunité contre celui-ci sans pour autant provoquer la maladie. Une fois immunisé contre le virus inactivé, le corps est également immunisé contre la forme plus virulente du même virus. En 1961, Albert Sabin développera un vaccin administrable par voie orale conçu à partir d'une forme affaiblie du virus (virus atténué).
Salk n'a jamais breveté son vaccin contre la polio afin d'en permettre une plus large diffusion,. Lorsque, à la télévision, le journaliste Ed Murrow lui demande qui détenait le brevet, il répond : 
« Eh bien, au peuple je dirais. Il n’y a pas de brevet. Pourrait-on breveter le soleil ? ».
S'il avait été breveté, ce vaccin aurait pu lui rapporter sept milliards de dollars américains.

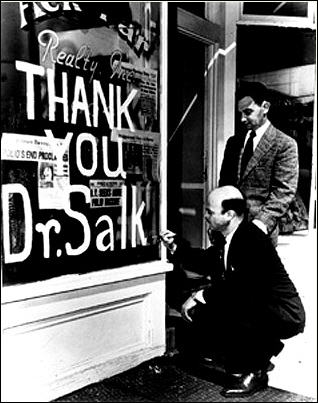
Remerciements au Dr Salk.
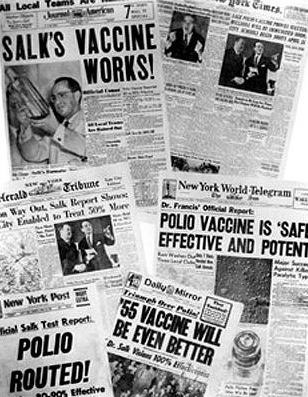
Titres de journaux.
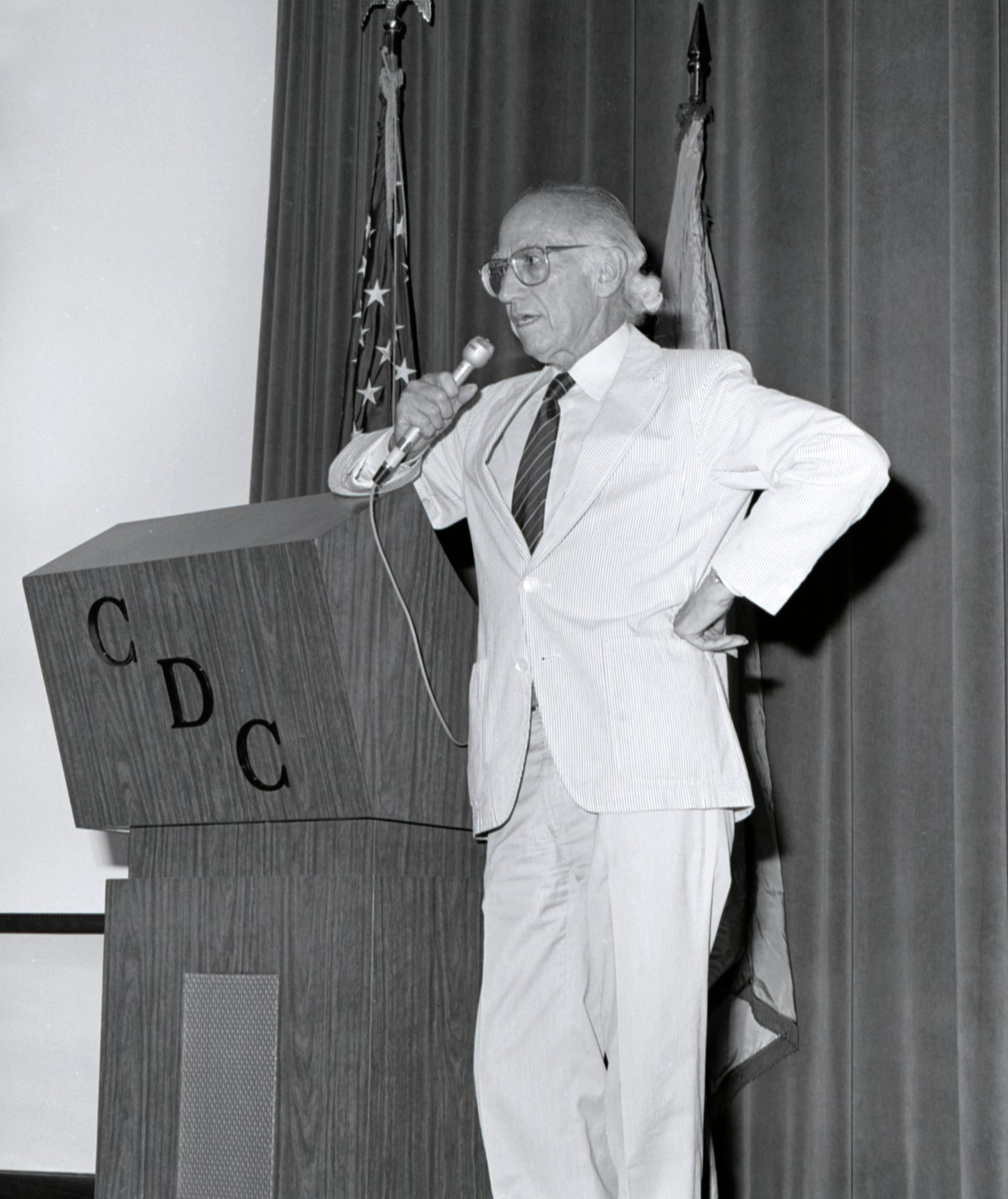
Jonas Salk en 1988.
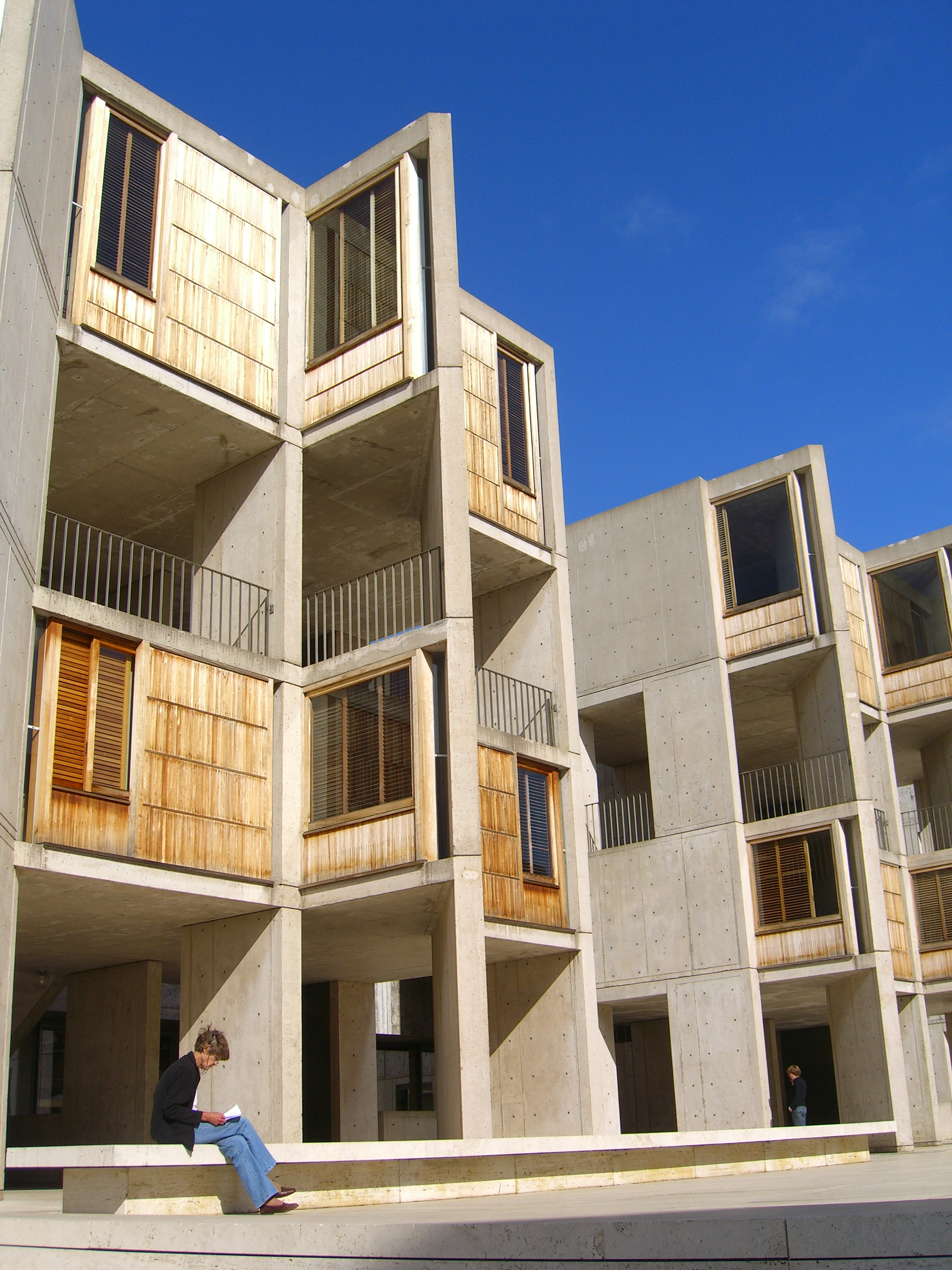
Le Salk Institute for Biological Studies à La Jolla.

## Prix et distinctions
- 1956 : prix Albert-Lasker pour la recherche médicale clinique

## Œuvres
- Man Unfolding (1972)
- Survival of the Wisest (1973)
- World Population and Human Values: A New Reality (1981)
- Anatomy of Reality: Merging of Intuition and Reason (1983)